# Thống kê dân số Hoa Kỳ năm 2030
Thống kê dân số Hoa Kỳ năm 2030, được gọi là "Thống kê dân số năm 2030", sẽ là cuộc thống kê dân số quốc gia lần thứ 25 của Hoa Kỳ. Ngày thống kê dân số quốc gia, ngày tham chiếu được sử dụng cho cuộc thống kê dân số, sẽ là ngày 1 tháng 4 năm 2030.

## Giới thiệu
Theo yêu cầu của Hiến pháp Hoa Kỳ, cuộc thống kê dân số Hoa Kỳ đã được tiến hành 10 năm một lần kể từ năm 1790. Cuộc thống kê dân số năm 2020 là cuộc thống kê dân số trước đó đã hoàn thành. Việc tham gia vào cuộc thống kê dân số Hoa Kỳ là bắt buộc theo luật trong Tiêu đề 13 của Bộ luật Hoa Kỳ.
Thông tin nhận dạng cá nhân sẽ có sẵn vào năm 2102.